# Paul Benacerraf
Paul Benacerraf, född 1931 i Paris, avliden 2025, var en amerikansk matematiker och filosof som var verksam inom området matematikfilosofi. Han undervisade vid Princeton University och var yngre bror till den nobelprisvinnande immunologen Baruj Benacerraf.
Bland hans mest kända verk finns What Numbers Could Not Be (1965) och Mathematical Truth (1973). Han var även medredaktör till Philosophy of Mathematics: Selected Readings av Hilary Putnam.